# Естонија на Светском првенству у атлетици на отвореном 2023.
Естонија је на 19. Светском првенству у атлетици на отвореном 2023. одржаном у Будимпешти од 19. до 27. августа учествовала шеснаести пут, односно, учествовала је под данашњим именом на свим првенствима од 1993. до данас. Репрезентацију Естоније представљало је 7 атлетичара (5 мушкараца и 2 жене) који су се такмичили у 5 дисциплина (3 мушке и 2 женске). ,
На овом првенству такмичари Естоније је нису освојили ниједну медаљу.
У табели успешности према броју и пласману такмичара који су учествовали у финалним такмичењима (првих 8 такмичара) Естонија је са 3 учесника у финалу делила 37. место са освојених 10 бодова.
| Плас. | Земља    | 1. место | 2. место | 3. место | 4. место | 5. место | 6. место | 7. место | 8. место | Бр. финал. | Бод. |
| ----- | -------- | -------- | -------- | -------- | -------- | -------- | -------- | -------- | -------- | ---------- | ---- |
| =37.  | Естонија | 0        | 0        | 0        | 1        | 0        | 1        | 1        | 0        | 3          | 10   |

## Учесници
Мушкарци:
| - Тидрек Нурме — Маратон - Расмус Меги — 400 м препоне - Карел Тилга — Десетобој - Janek Õiglane — Десетобој - Јоханес Ерм — Десетобој | Жене: - Елизабет Пихела — Скок увис - Гедли Туги — Бацање копља |

## Резултати

### Мушкарци
| Атлетичар    | Дисциплина    | Лични рекорд | Класификације | Класификације | Полуфинале | Полуфинале | Финале   | Финале       | Детаљи |
| Атлетичар    | Дисциплина    | Лични рекорд | Резултат      | Место         | Резултат   | Место      | Резултат | Место        | Детаљи |
| ------------ | ------------- | ------------ | ------------- | ------------- | ---------- | ---------- | -------- | ------------ | ------ |
| Тидрек Нурме | Маратон       | 2:10:02      |               |               |            |            | 2:15:42  | 31 / 60 (85) |        |
| Расмус Меги  | 400 м препоне | 47,82 НР     | 48,78 КВ      | 2. у гр. 2    | 48,30 КВ   | 2. у гр. 1 | 48,33    | 7 / 41 (43)  |        |

#### Десетобој
| Атлетичар     | Дисциплина | 100 м          | Даљ      | Кугла     | Вис      | 400 м    | 110 м пр. | Диск      | Мотка    | Копље     | 1.500 м    | Укупно   | Пласман     | Белешка |
| ------------- | ---------- | -------------- | -------- | --------- | -------- | -------- | --------- | --------- | -------- | --------- | ---------- | -------- | ----------- | ------- |
| Карел Тилга   | Резултат   | 10,84(.832) ЛР | 7,58     | 15,75     | 2,05     | 48,58    | 14,68     | 50,57     | 4,80 ЛРС | 66,42 ЛРС | 4:20,73 ЛР | 8.681 ЛР | 4 / 15 (24) |         |
| Карел Тилга   | Бодови     | 897            | 955      | 836       | 850      | 881      | 889       | 882       | 849      | 835       | 807        | 8.681 ЛР | 4 / 15 (24) |         |
| Janek Õiglane | Резултат   | 10,94 ЛРС      | 7,47 ЛР  | 15,08 ЛРС | 2,02 ЛРС | 48,41 ЛР | 14,51     | 40,85 ЛРС | 5,10 ЛРС | 70,45 ЛРС | 4:23,43 ЛР | 8.524 ЛР | 6 / 15 (24) |         |
| Janek Õiglane | Бодови     | 874            | 927      | 795       | 822      | 889      | 910       | 682       | 941      | 896       | 788        | 8.524 ЛР | 6 / 15 (24) |         |
| Јоханес Ерм   | Резултат   | 10,69(.684) ЛР | 7,72 ЛРС | 15,38 ЛР  | 1,93     | 47,05    | 14,90 ЛРС | 45,09     | 4,90     | 60,56 ЛР  | 4:22,19 ЛР | 8.484 ЛР | 9 / 15 (24) |         |
| Јоханес Ерм   | Бодови     | 931            | 990      | 813       | 740      | 956      | 862       | 769       | 880      | 746       | 797        | 8.484 ЛР | 9 / 15 (24) |         |

### Жене
| Атлетичарка     | Дисциплина   | Лични рекорд | Квалификације | Квалификације | Полуфинале            | Полуфинале            | Финале                | Финале       | Детаљи |
| Атлетичарка     | Дисциплина   | Лични рекорд | Резултат      | Место         | Резултат              | Место                 | Резултат              | Место        | Детаљи |
| --------------- | ------------ | ------------ | ------------- | ------------- | --------------------- | --------------------- | --------------------- | ------------ | ------ |
| Елизабет Пихела | Скок увис    | 1,92         | 1,89          | 8. гр. Б      |                       |                       | Није се квалификовала | 16 / 34 (35) |        |
| Гедли Туги      | Бацање копља | 60,65        | Без пласмана  | Без пласмана  | Није се квалификовала | Није се квалификовала |                       |              |        |